# Clearlake
|  | No s'ha de confondre amb Clear Lake (Califòrnia). |

Clearlake és una ciutat dels Estats Units a l'estat de Califòrnia. Segons el cens del 2010 tenia 15.250 habitants. Dins de Califòrnia s'ubica en el Comtat de Lake, del qual és la municipalitat més poblada.

## Demografia
Segons el cens del 2000, Clearlake tenia 13.142 habitants, 5.532 habitatges, i 3.313 famílies. La densitat de població era de 498,4 habitants/km².
Dels 5.532 habitatges en un 26,4% hi vivien nens de menys de 18 anys, en un 38,1% hi vivien parelles casades, en un 15,7% dones solteres, i en un 40,1% no eren unitats familiars. En el 32,9% dels habitatges hi vivien persones soles el 16,1% de les quals corresponia a persones de 65 anys o més que vivien soles. El nombre mitjà de persones vivint en cada habitatge era de 2,35 i el nombre mitjà de persones que vivien en cada família era de 2,96.
Per edats la població es repartia de la següent manera: un 25,8% tenia menys de 18 anys, un 6,7% entre 18 i 24, un 23,1% entre 25 i 44, un 24,1% de 45 a 60 i un 20,3% 65 anys o més.
L'edat mediana era de 41 anys. Per cada 100 dones de 18 o més anys hi havia 87,8 homes.
Entorn del 23,5% de les famílies i el 28,6% de la població estaven per davall del llindar de pobresa.

## Política
En la legislatura estatal Clearlake estava en el 2n Districte del Senat, representats per la Demòcrata Noreen Evans, i en el 1r Districte d'Assemblea, representats pel Demòcrata Wesley Chesbro. Federalment, Clearlake està localitzada en el 1r districte congressual de Califòrnia, representats pel Demòcrata Mike Thompson.

## Poblacions més properes
El següent diagrama mostra les poblacions més properes.